# Университет „Кейо“
Университетът „Кейо“ (на японски: 慶應義塾大学) е университет в Токио, Япония.
Води началото си от основана през 1858 година от известния просветен деец Фукудзава Юкичи рангаку школа, която през 1920 година получава статут на университет, ставайки един от първите частни университети в страната. Днес „Кейо“ е сред водещите частни университети в района на Токио, наред с Университета „Васеда“ и Университета „София“. Към 2022 година в него се обучават около 33 000 студенти и докторанти.

## Известни личности
Преподаватели
- Хитоши Ашида (1887 – 1959), политик
- Фиона Греъм (1961 – 2023), австралийска антроположка
- Чиаки Мукаи (р. 1952), лекарка и космонавтка
- Кафуу Нагай (1879 – 1959), писател

Студенти и докторанти
- Фиона Греъм (1961 – 2023), австралийска антроположка
- Шюсаку Ендо (1923 – 1996), писател
- Рей Кавакубо (р. 1942), модна дизайнерка
- Ютака Катаяма (1909 – 2015), промишлен дизайнер
- Хироки Косай (р. 1933), астроном
- Кенго Кума (р. 1954), архитект
- Чиаки Мукаи (р. 1952), лекарка и космонавтка
- Харуо Сато (1892 – 1964), писател
- Тошио Судзуки (р. 1948), филмов продуцент
- Цунехару Такеда (р. 1944), дипломат
- Акио Тойода (р. 1956), бизнесмен
- Коичи Тохей (1920 – 2011), айкидист
- Акихико Хошиде (р. 1968), космонавт
- Ишиба Шигеру (р. 1957), политик
- Ясуока Шотаро (1920 – 2013), писател